# Ex (personne)
Pour les articles homonymes, voir Ex.
Un ou une ex est une personne avec laquelle une autre a été en couple ou engagée dans une relation amoureuse mais ne l'est désormais plus à la suite d'une rupture. Elles peuvent avoir été mariées et être désormais divorcées : elles se désignent alors comme des ex-époux, par exemple comme un ex-mari et une ex-femme.

## Difficultés de définition
Jean-Georges Lemaire considère la rupture — l'exclusion du lien de couple — comme fondatrice de la situation de l'ex, en tant que transformation d'une relation originelle en une sorte de statut d'ancien partenaire. Cependant, dans le contexte contemporain, la définition d'ex ne va pas forcément de soi ; en particulier, la notion de couple implique une certaine durée et, peut-être, une exclusivité ou des sentiments. La question de savoir si la définition pouvait être appliquée aux relations fugaces, type « coup d'un soir » et aux relations uniquement sexuelles sans attachement (sex-friends) a été posée.

## Historique
Avant le divorce, la notion d'ex n'existait pas puisque le mariage était supposé indissoluble (« jusqu'à ce que la mort sépare »). L'intervention du divorce (apparu à des époques très différentes selon les cultures et les lois) fonde la notion d'ex à partir de cette possibilité de rupture. Les évolutions ultérieures, avec la banalisation des relations hors mariage et des divorces, donnent une nouvelle consistance à l'ex, basée davantage sur l'achèvement de la relation que sur sa rupture.

## Conséquences
Le passage au statut d'ex entraine des conséquences pour les personnes du couple et celles de leur entourage, notamment les enfants communs éventuels.
Pour les constituants de l'ex-couple, hormis les tentatives de reconstitution, le « passage à autre chose », la mise à distance, sont l'attitude réputée « saine » et recommandée. Elle est supposée éviter les complications de la séparation : harcèlement, voire agression,.